# Course de côte du mont Faron (contre-la-montre)
Ne pas confondre avec la course de côte du mont Faron (course en ligne).
La Course de côte du mont Faron est un contre-la-montre cycliste  qui se déroulait au Mont Faron. Cette compétition a existé, de 1952 à 1970.

## Palmarès
| Année | Vainqueur           | Deuxième            | Troisième        |
| 1952  | Jean Dotto          | Giancarlo Astrua    | Roger Rondeaux   |
| 1953  | Jean Dotto          | Giancarlo Astrua    | Eugène Cavallero |
| 1954  | Jean Dotto          | Louison Bobet       | Eugène Cavallero |
| 1955  | Federico Bahamontes | Adriano Salviatto   | Jean Dotto       |
| 1956  | José Gil Solé       | Jean Dotto          | Charly Gaul      |
| 1957  | Valentin Huot       | Adriano Salviatto   | Manuel Cruz      |
| 1958  | Charly Gaul         | Gilbert Salvador    | Claude Mattio    |
| 1959  | Roger Rivière       | Federico Bahamontes | Valentin Huot    |
| 1960  | Tom Simpson         | José Gil Solé       | Valentin Huot    |
| 1961  | Raymond Poulidor    | Federico Bahamontes | Jacques Anquetil |
| 1962  | Federico Bahamontes | Raymond Poulidor    | Manuel Manzano   |
| 1963  | Federico Bahamontes | Gilbert Salvador    | Manuel Manzano   |
| 1964  | Federico Bahamontes | Tom Simpson         | Claude Mattio    |
| 1965  | Jacques Anquetil    | Arie den Hartog     | André Zimmermann |
| 1966  | Raymond Poulidor    | Roger Pingeon       | Luis Ocaña       |
| 1967  | Lucien Aimar        | Julio Jiménez       | Paul Gutty       |
| 1968  | Charles Rigon       | Jacques Anquetil    | Roger Pingeon    |
| 1969  |                     |                     |                  |
| 1970  | Bernard Thévenet    | Felice Gimondi      | Roger Pingeon    |